# Jean-Baptiste Adamsberg
Jean-Baptiste Adamsberg è un personaggio immaginario della letteratura francese, creato dalla scrittrice Fred Vargas. È un commissario di polizia, protagonista di una serie di romanzi gialli ambientati a Parigi.
Nella serie televisiva Fred Vargas: Crime Collection (2008-2010), Adamsberg ha il volto dell'attore francese Jean-Hugues Anglade.

## Caratteristiche
Il commissario Adamsberg, del V e poi XIII arrondissement di Parigi, è un sognatore e disordinato per carattere, soprannominato per questo "spalatore di nuvole". Si caratterizza per la mancanza di un vero e proprio metodo d'investigazione; non è portato per il ragionamento analitico o per sostenere coscientemente un procedimento mentale deduttivo, ma ottiene comunque dei risultati eccezionali grazie al suo intuito, che supplisce all'assenza di riflessione, e soprattutto alla sua grande sensibilità, che gli permette di immedesimarsi nelle altre persone. È un uomo lento, riflessivo, che, alle prese con casi intricati e apparentemente irrisolvibili, sembra brancolare nel buio finché non viene folgorato da una delle sue intuizioni geniali, in genere durante una delle lunghe camminate che si concede durante la giornata lavorativa.

## Famiglia e colleghi
- Adrien Danglard: vicecommissario metodico, colto, sovrappeso, separato - anzi, abbandonato - dalla moglie, padre affettuoso e responsabile di cinque figli (due coppie di gemelli e uno non suo) e forte bevitore. Compensa le scarse attrattive fisiche con una sofisticata eleganza e una vasta cultura. Uomo dalle apparentemente inesauribili conoscenze storiche e scientifiche, è il contrappeso, quanto a logica e metodo polizieschi, del caos in cui si dibatte Adamsberg.
- La squadra del commissariato: Retancourt, Noël, Estalère, Mordent, Mercadet, Voisenet, Veyrenc, Froissy.
- Camille Forestier: storica non-fidanzata di Adamsberg e madre di suo figlio Thomas. Musicista, compositrice, esperta di riparazioni idrauliche e camionista al bisogno.
- Armel Guillame François Luovois detto Zerk: suo figlio ventinovenne, nato da una dimenticata relazione giovanile. Compare nel romanzo Un luogo incerto.
- Lucio Velasco: anziano vicino di casa di origine spagnola, privo di un braccio.

## Serie del commissario Jean-Baptiste Adamsberg
- 1991: L'uomo dei cerchi azzurri (L'Homme aux cercles bleus), romanzo.
- 1999: L'uomo a rovescio (L'Homme à l'envers), romanzo.
- 2000: I quattro fiumi (Les quatre fleuves), fumetto.
- 2001: Parti in fretta e non tornare (Pars vite et reviens tard), romanzo.
- 2002: Scorre la Senna (Coule la Seine), raccolta di tre racconti.[1]
  - I tre racconti, pubblicati separatamente in passato, sono Salute e libertà (Salut et liberté), Una notte efferata (La Nuit des brutes) e Cinque franchi l'una (Cinq francs pièce).
- 2004: Sotto i venti di Nettuno (Sous les vents de Neptune), romanzo.
- 2006: Nei boschi eterni (Dans les bois éternels), romanzo.
- 2008: Un luogo incerto (Un lieu incertain), romanzo.
- 2011: La cavalcata dei morti (L'armée furieuse), romanzo.
- 2015: Tempi glaciali (Temps glaciares), romanzo.
- 2017: Il morso della reclusa (Quand sort la recluse), romanzo.
- 2023: Sulla pietra (Sur la dalle), romanzo.

## Premi
Il romanzo L'uomo dei cerchi azzurri è stato premiato al festival di St Nazaire 1992.
Il racconto Salut et libertè, incluso nel 2002 nella raccolta Scorre la Senna, ha vinto il premio Trophées 813 nel 1997.
Il romanzo L'uomo a rovescio ha vinto il gran premio del romanzo noir di Cognac 2000 e il premio mystère de la critique 2000.
Il fumetto I quattro fiumi ha vinto il premio ALPH-ART per il miglior intreccio, Angoulème 2001.
Il romanzo Parti in fretta e non tornare ha vinto il premio des libraires 2002, il premio delle lettrici di ELLE 2002, e il Deutscher Krimipreis.